# Stary kościół parafialny w Santa Venera
Stary kościół parafialny w Santa Venera (malt. Knisja l-Qadima ta' Santa Venera, ang. Old parish church of Santa Venera) – rzymskokatolicki kościół poświęcony świętej o tym samym imieniu, stojący w miejscowości Santa Venera na Malcie.
Był kościołem parafialnym Santa Venera od roku 1918 do 1989.

## Historia
Pierwszy kościół na tym miejscu zbudowany został około w 1473, przebudowany w 1550. Z czasem został zburzony, na jego miejscu w 1659 (niektóre źródła podają rok 1647) rozpoczęto budowę nowego, który stoi do dziś. Ukończono go w 1688; pieniądze na budowę zebrane zostały wśród okolicznych mieszkańców.
Obok kościoła, staraniem Joachima Vivasa, sycylijskiego mnicha, naśladowcy św. Kalogera, powstał klasztor, w którym żyli inni mnisi przybyli z Sycylii, wraz z zakonnikami maltańskimi. Chociaż klasztor zajmowali franciszkanie, a następnie, od początków XX wieku, karmelici, podlegał on parafii w Birkirkarze.
30 lipca 1912 podpisana została ugoda pomiędzy kapitułą bazyliki św. Heleny w Birkirkarze a zakonnikami karmelitańskimi, już od pewnego czasu otaczającymi opieką kościół w Santa Venera, o formalnym jego przekazaniu pod ich opiekę.
Z czasem coraz więcej wiernych osiedlało się w pobliżu kościoła, zamiast udawać się do odległej Birkirkary. Karmelici zdecydowali się poprosić arcybiskupa o podniesienie kościoła do roli wiceparafialnego, co zostało zatwierdzone 11 marca 1913 decyzją biskupa Malty Pietro Pace.

Od tego czasu liczba mieszkańców jeszcze bardziej wzrosła. 4 września 1918 arcybiskup Maurus Caruana ogłosił kościół w Santa Venera niezależnym kościołem parafialnym. W skład nowej parafii weszły tereny ujęte z Birkirkary, Hamrun i Qormi. 
Stary kościół pozostawał kościołem parafialnym do 3 grudnia 1989, kiedy jego funkcję przejął, wciąż jeszcze nie ukończony, nowy kościół.    

## Architektura

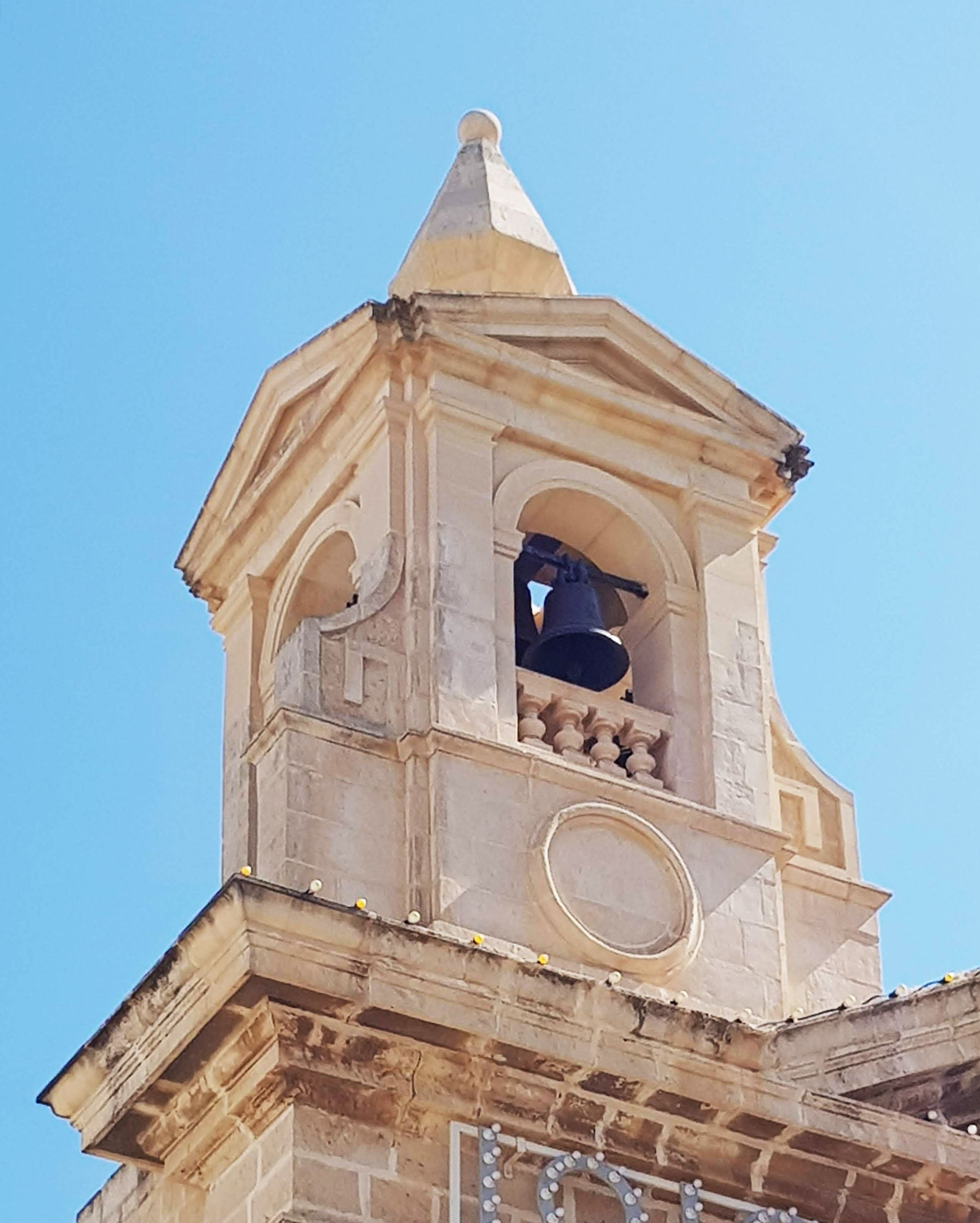
Dzwonnica kościoła

Kościół ma pojedynczą dzwonnicę z trzema dzwonami, stojącą na lewym frontowym narożniku świątyni. Dotychczas zawieszone tam dzwony, wyprodukowane w maltańskiej pracowni odlewniczej Ġulju (Juliusza) Cauchiego i Josepha Abeli, zostały w 2011, ze względu nienaprawialne uszkodzenia, zastąpione nowymi, wykonanymi przez francuską firmę Paccart. Poświęcono je 13 listopada 2011, otrzymały one imiona: "Santa Venera", "Marija Carmela" oraz "Georgina" (ku czci św. George'a Precy, który zmarł w Santa Venera).

26 listopada 2017 poświęcone zostały kolejne dwa dzwony, "Kristu Rxoxt" oraz "San Elija Profeta". 

### Wnętrze

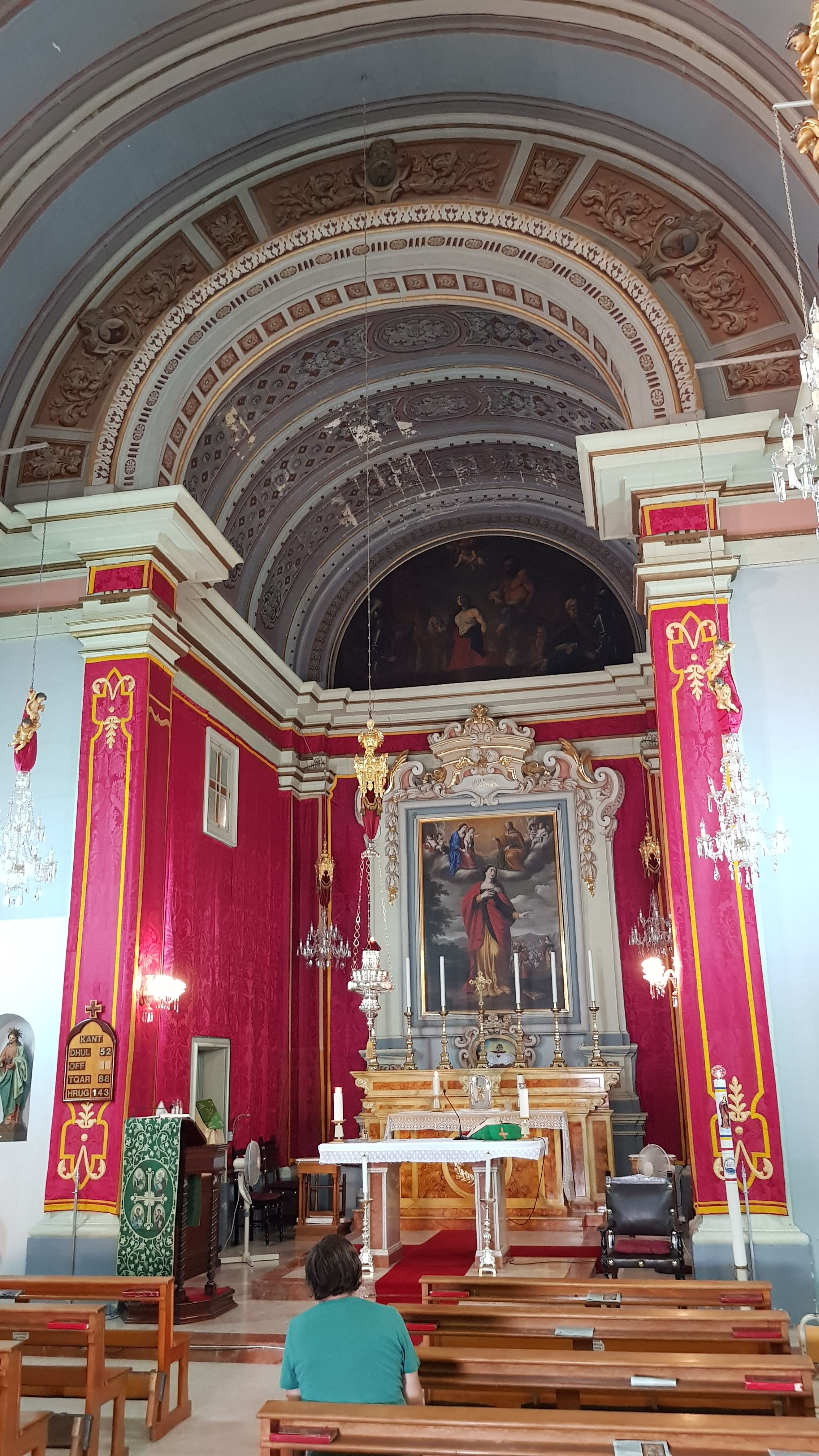
Apsyda kościoła z ołtarzem głównym

Nie wiadomo na pewno, kto był architektem kościoła. Porównując styl budowli i jej detale do innych kościołów z tego okresu, można się pokusić o stwierdzenie, że mógł nim być Tommaso Dingli.

Kościół wewnątrz jest elegancki i wspaniale zaprojektowany. Ma półkoliście sklepioną nawę oraz apsydę, w której znajduje się ołtarz główny. Pozostałe dwa ołtarze są po bokach nawy.

#### Ołtarze
W ołtarzu głównym znajduje się obraz tytularny, przedstawiający św. Wenerandę wpatrzoną w niebo. Ponad nią Madonna z Dzieciątkiem oraz Święta Anna, której święto przypada tego samego dnia, co patronki kościoła – 26 lipca. Nie jest znany autor obrazu. Ponad retabulum, w półokrągłej szczytowej przestrzeni apsydy, obraz Męczeństwo św. Wenerandy, którego autorstwo przypisywane jest Mattia Pretiemu.
Ołtarz boczny po lewej stronie zawiera obraz Matka Boża z Góry Karmel, który wykonany został przez Giuseppe Calì w 1912. W ołtarzu po prawej, od strony klasztoru, znajduje się obraz Matka Boska Bolesna (zwany też Ukrzyżowanie), nieznanego malarza.

#### Inne dzieła sztuki

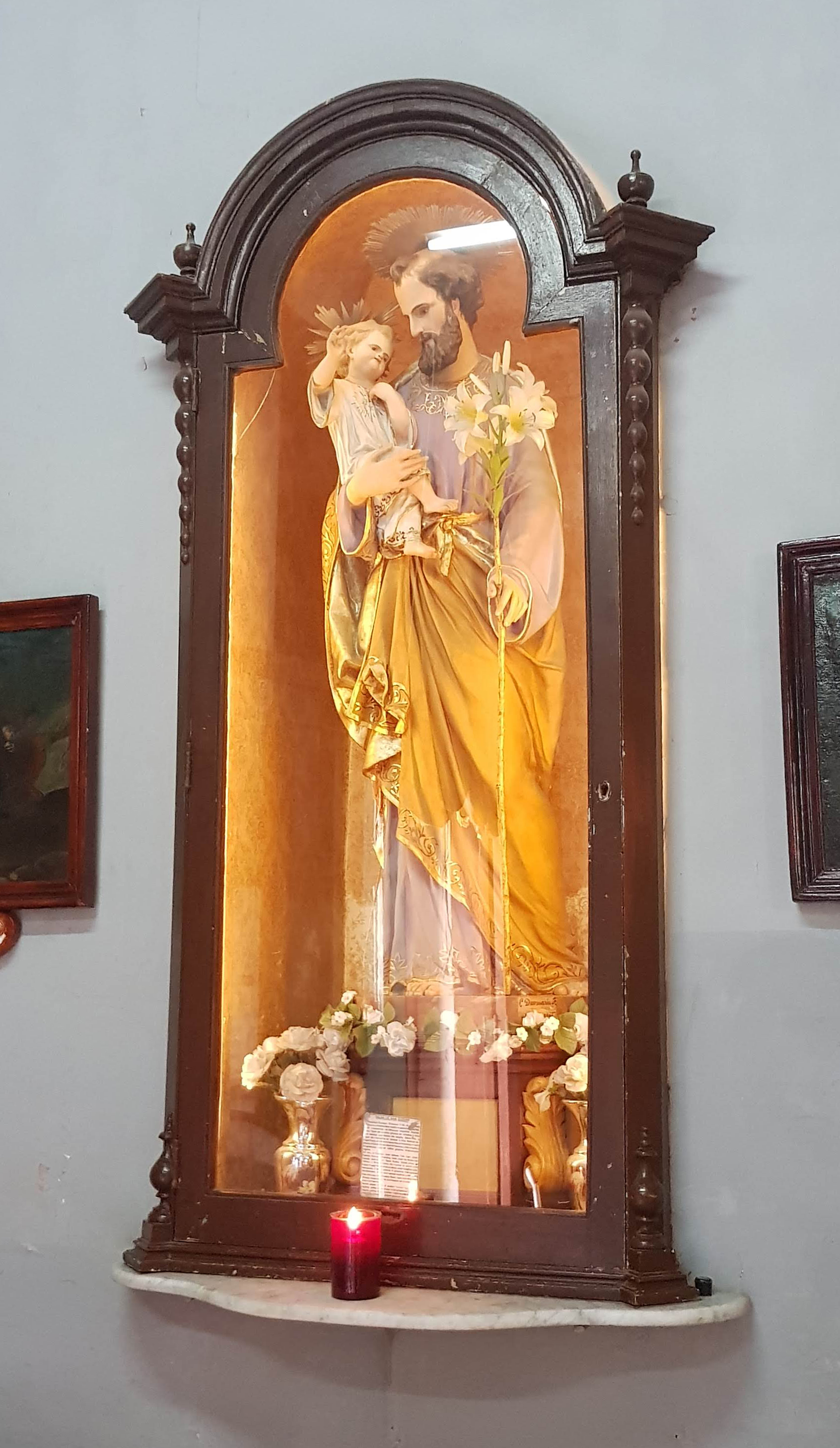
Figura św. Józefa z Dzieciątkiem

W kościele znaleźć można też inne dzieła sztuki. Są to dwa obrazy przywiezione z Neapolu przez Joachima Vivasa, znane jako Eremici, a to Św. Paweł Pustelnik i św. Antoni Opat oraz Św. Paweł Pustelnik. W zakrystii wisi obraz namalowany na desce, a pochodzący z Neapolu, który przedstawia św. Kalogera, a także drugi obraz Matki Bożej z Góry Karmel, wiszący poprzednio w bocznym ołtarzu. Inne malowidła znajdujące się w tym kościele to Święty Józef, niewielkie dzieło Giuseppe Calì, Niepokalane Poczęcie, Bóg Ojciec, Matka Boża Różańcowa oraz Święty Michał.

Kościół posiada również kilka wspaniałych figur, m.in. Święty Józef, dzieło Carlo Darmanina z 1890.

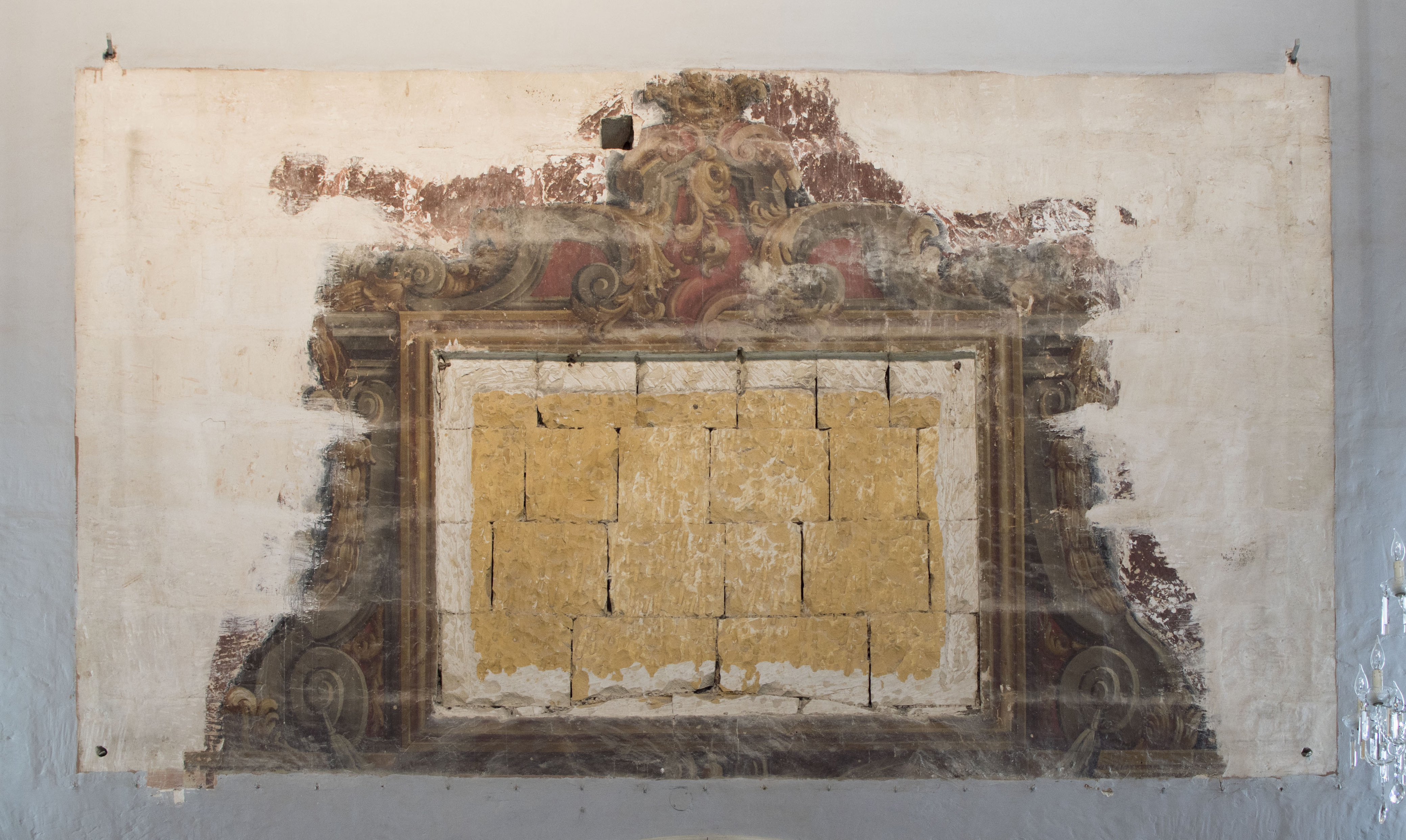
Oryginalne motywy dekoracyjne z XVII wieku

 Jego pracą jest też figura Najświętszego Serca oraz dwa anioły adorujące Boży Grób. Statua Św. Teresy od Dzieciątka Jezus wyszła spod dłuta Carmelo Galei. Inne rzeźby to Matka Boża Bolesna, Św. Antoni Padewski oraz stary krucyfiks, adorowany w Wielki Piątek.     
W 2017, kiedy zdjęto do konserwacji jeden z obrazów Eremici, odsłonięto XVII-wieczne freski dekorujące ścianę w stylu baroku i rokoko. Naukowcy stwierdzili, że powstały one w latach osiemdziesiątych XVII wieku, kiedy budowano kościół. 

## Kościół dzisiaj
Kościół obsługiwany jest przez karmelitów z przyległego klasztoru. W powszednie dni odprawiane są trzy msze święte, w niedziele i święta – cztery. 

## Ochrona dziedzictwa kulturowego
Budynek kaplicy umieszczony jest na liście National Inventory of the Cultural Property of the Maltese Islands pod nr. 00199.